# Wilhelm Schulte II.

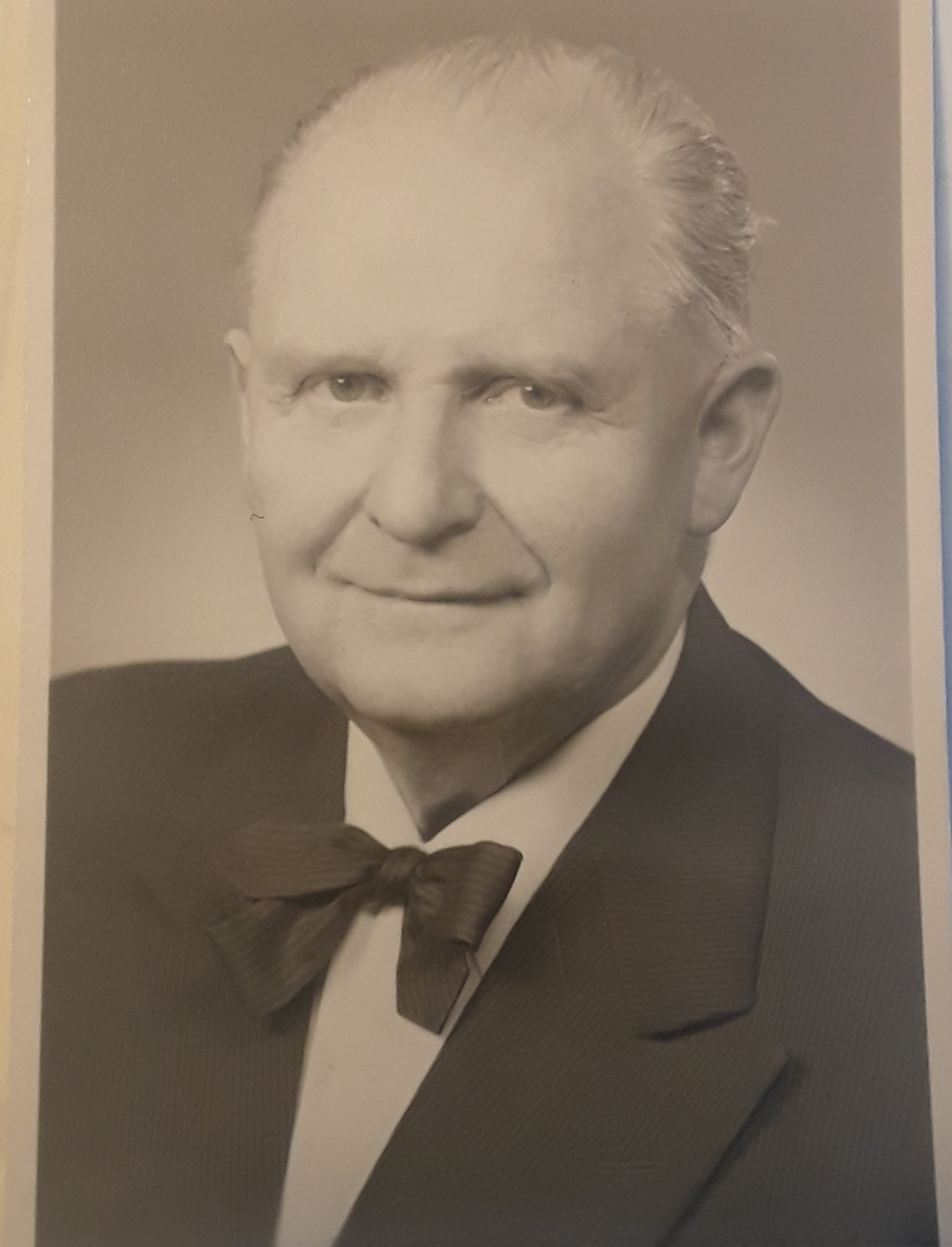

Wilhelm Schulte II. (* 1896 in Neustadt an der Haardt; † 1977 in Limburg an der Lahn) war ein deutscher Architekt und langjähriger Leiter des Bischöflichen Bauamtes der Diözese Speyer.

## Leben
Wilhelm Schulte II. wurde als Sohn des Architekten Wilhelm Schulte I. geboren. Nach Abitur und Kriegsdienst 1916 (mit dem Deutschen Alpenkorps im Ersten Weltkrieg in der Schlacht um Verdun und in Rumänien) studierte er an der Technischen Hochschule München. Nach der Diplom-Hauptprüfung und dem anschließenden Referendariat folgte 1925 das 2. Staatsexamen und die anschließende Ernennung zum Regierungsbaumeister (Assessor in der öffentlichen Bauverwaltung). Bald schied er jedoch aus dem Staatsdienst aus und wurde Leiter des Würzburger Büros des im Kirchenbau bekannten Architekten Albert Boßlet.
Ab 1931 war Schulte selbständiger Architekt in seiner Vaterstadt Neustadt. Es entstanden eine Anzahl von Kirchenbauten. Während des Zweiten Weltkriegs war er bei großen Bauvorhaben der Luftwaffe (Alter Flughafen Atzenhof) tätig. Beim Angriff auf Würzburg total ausgebombt, arbeitete er mit Albert Boßlet zusammen am Wiederaufbau der Stadt.
1949 wurde Wilhelm Schulte zum Leiter des neu geschaffenen Bischöflichen Bauamts der Diözese Speyer berufen, fand ein reiches Tätigkeitsfeld zunächst beim Wiederaufbau und der Instandsetzung der vielen zerstörten und beschädigten kirchlichen Bauten besonders entlang der 130 km langen Westwallfront und dann an zahlreichen Neu- und Umbauten. Im Falle der Dreifaltigkeitskirche im Ludwigshafener Hemshof und St. Pirmin in Pirmasens war er für den Wiederaufbau von Kirchen verantwortlich, die sein Vater einst errichtet hatte.
Für seine Verdienste um das kirchliche Bauwesen wurde Wilhelm Schulte II. von Papst Johannes XXIII. mit dem Silvesterorden ausgezeichnet.
Seit 1963 offiziell im Ruhestand, bearbeitete Schulte zusammen mit seinem Sohn Hubert Schulte (der dritten Architektengeneration in der Familie) noch mehrere Kirchen- und Heimbauten in der Pfalz und im Saarland.
Ein beruflicher Teilnachlass Schultes mit rund 100 Blättern (Pläne und Skizzen von seinen Kirchenbauten) wird im Bistumsarchiv Speyer aufbewahrt.

## Bauten (Auswahl)
- 1922–1923: Herz-Jesu-Kirche in Oberwürzbach zusammen mit Forster
- 1926–1927: Beamtenwohnhäuser, schlossartig gestaltete Walmdachbauten, Im Oberkämmerer 7–13, Speyer
- 1928–1929: Herz-Jesu-Kirche sowie das Kath. Pfarrhaus in Hassel zusammen mit Hubert Groß
- 1929–1930: St. Joseph in Waldfischbach
- 1931: St. Mauritius in Wollmesheim
- 1930–1933: Heilig-Kreuz-Kirche in Weilerbach[4]
- 1933: Katholische Pfarrkirche St. Josef in Neustadt an der Weinstraße, Winziger Straße 54
- 1947–1956: Wiederaufbau der Kirche St. Margaretha in Bebelsheim
- 1948–1949: Wiederaufbau Pfarrkirche St. Hubertus und Herz Jesu Blieskastel-Niederwürzbach
- 1948–1950: Wiederaufbau St. Remigius in Wittersheim
- 1949–1950: Wiederaufbau der Kirche Unbefleckte Empfängnis St. Mariä in Erfenbach
- 1950: Restaurierung der Kirche St. Alban in Gersheim
- 1952–1953: Neubau Filialkirche Mariä Himmelfahrt in Aßweiler
- 1952–1953: Neubau Pfarrkirche St. Josef Heckendalheim
- 1952–1953: Wiederaufbau der Dreifaltigkeitskirche in Ludwigshafen
- 1953–1958: Wiederaufbau der Kirche St. Pirminius in Pirmasens
- 1953: Neubau Heilig-Geist-Kirche in Landstuhl
- 1953–1954: Neubau St. Nikolaus von Flüe in Niedergailbach
- 1954–1956: Maria vom Frieden in Homburg-Erbach
- 1954–1955: St. Maria in Alschbach
- 1957–1958: Pfarrkirche St. Konrad von Parzham in St. Ingbert
- 1958: St. Martin in Heßheim
- 1958–1960: St. Mauritius in Lautzkirchen
- 1960–1963: Pfarrkirche Herz Jesu in Bierbach
- 1961: Herz-Jesu-Kirche in Schifferstadt
- 1963–1965: Neubau St. Paulus Bliesmengen-Bolchen zusammen mit seinem Sohn Hubert Schulte
- 1964–1966: Pfarrkirche St. Josef in Kirkel-Neuhäusel
- 1964: St. Nikolaus in Neuhofen
- 1966–1969: Neubau St. Josef Alsenborn zusammen mit seinem Sohn Hubert Schulte